# Стара Рудня (Житомир)
Стара Рудня — історична місцевість Житомира, колишній хутір.

## Розташування
Місцевість розташована на південно-західній околиці Житомира, у межах Богунського адміністративного району. Місцевість оточена річкою Тетерів з півдня, Корбутівським гідропарком з південного заходу, Корбутівським лісопарком із заходу, Шумським провулком і Корчацьким проїздом з півночі.

## Історичні відомості
Стара Рудня являла собою компактне поселення, мешканці якого займалися видобуванням болотної руди у заболочених низинах поблизу витоку струмка Холудка (північніше нинішньої Радонової вулиці). Приставка «Стара» свідчить про те, що це перше поселення серед околиць Житомира, рід занять мешканців якого полягав у видобуванні болотної залізної руди.
На мапі «двоверстовці» 1867—1875 рр., поселення показане як «Рудня» та розташоване на березі Тетерева, де нині проходить Пляжна алея. Поселення мало в складі 7 дворів.
Згідно з переписом 1897 року, хутір налічував 73 мешканці.
У 1906 році Стара Рудня належала до Троянівської волості Житомирського повіту, знаходилася в 4-х верстах від губернського міста Житомира, налічувала 24 двори та 143 мешканці.
На мапі 1915 року хутір Стара Рудня обмежений річкою Тетерів з півдня, дорогою на Чуднів з півночі, межував з хутором Корбутівкою зі сходу. Межею між хуторами виступав 1-й Корбутівський провулок (наразі Гуйвинський провулок). На захід від хутора Стара Рудня знаходилися заліснені землі, де нині розташований Корбутівський гідропарк. Поблизу струмка Холудка розміщувалися близько 30 дачних ділянок лікаря Йосипа Котелянського, до яких вели Дачна вулиця (нині це вулиця Чумацький Шлях та 1-й Староруднянський провулок) та Дачний провулок (2-й Староруднянський провулок).
У 1923 році хутір Стара Рудня підпорядковувався Альбінівській сільській раді Троянівської волості та налічував 26 дворів із 158 мешканцями.
З 1923 по 1930 рік, Стара Рудня — хутір Альбінівської сільської ради Троянівського району.
У 1930 році хутір Стару Рудню разом з іншими населеними пунктами Альбінівської сільської ради підпорядковано Житомирській міській раді.
В 1934 році хутір Стару Рудню вилучено зі складу Альбінівської сільської ради і приєднано до міської смуги міста Житомира. Як пояснюється в рішенні про розширення міської смуги, за останні роки хутір Стара Рудня, як і інші приєднані згідно з рішенням населені пункти, втратив своє сільськогосподарське значення, а також переважну кількість хутора населення складають робітники й службовці підприємств та установ міста, що з сільським господарством, як із засобом існування, не зв'язані; територія населеного пункту Стара Рудня безпосередньо межує з територією міста й економічно тяжіє до нього.
Після приєднання хутора до Житомира, його назва зберіглася як народна. В межах колишнього хутора Існувала вулиця, що мала назву «вулиця Стара Рудня». Вулиця брала початок з Чуднівського шосе та завершувалася на березі річки Тетерів. Значна частина вулиці зникла внаслідок влаштування Корбутівського гідропарку, Пляжної алеї та внаслідок реконструкції Чуднівської вулиці з влаштуванням у 1974 році тролейбусного кільця на площі перед Гідропарком. Залишок вулиці існує у вигляді південного розвороту тролейбусного кільця.
На теренах Старої Рудні запроєктоване та ведеться будівництво нового мікрорайону Злата Рудня.
У 2016 році в процесі декомунізації провулкам 2-му та 3-му Боженка надано назви 1-й та 2-й Староруднянські провулки, що є ремінісценцією історичної назви місцевості.